# Canal Érié
Le canal Érié est un canal américain situé dans l'État de New York et reliant l'Hudson au lac Érié, établissant une voie fluviale entre l'océan Atlantique et les Grands Lacs. Il fait partie du New York State Canal System.

## Historique

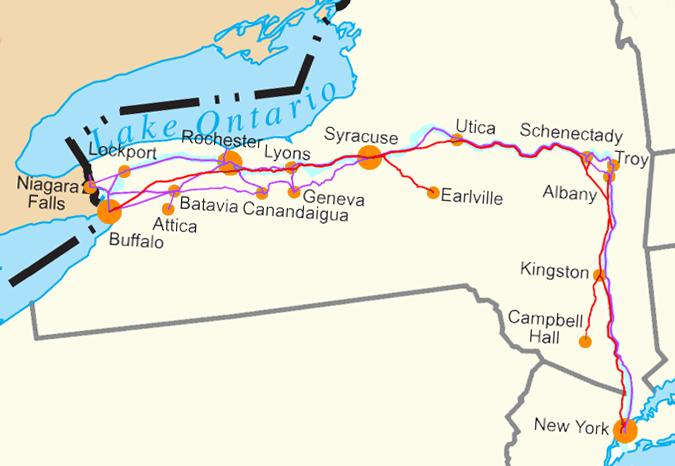
Tracés du canal Érié (en bleu) et des lignes de chemin de fer New York Central Railroad (violet) et West Shore Railroad (rouge).

L'idée de cette réalisation date de 1699, mais il faut attendre le début du XIXe siècle pour que la Niagara Canal Company soit constituée et élabore un projet réaliste. Après s'être heurté au refus du président Thomas Jefferson, l'entrepreneur Jessie Hawley sollicite l'appui du gouverneur DeWitt Clinton. Candidat fédéraliste à la présidentielle de 1812, puis chassé par la Régence d’Albany, DeWitt Clinton obtient dès 1811 que des obligations de l'État de New York financent le canal Érié, offrant à Wall Street sa première réussite.
Les travaux débutent le 4 juillet 1817 à Rome (New York). Aucun des responsables de la construction n'est expérimenté en génie civil. Les hommes qui établissent le tracé, James Geddes et Benjamin Wright, étaient d'anciens juges. On trouve également Canvass White, un ingénieur amateur de 27 ans, qui part étudier le système des canaux en Angleterre, et Nathan Roberts, un professeur de mathématiques. La construction se heurte à de multiples difficultés. Le défrichement de la forêt vierge s'avère tout d'abord plus délicat que prévu. En 1819, lors de la traversée du marais de Montezuma, en bordure du lac Cayuga, plus de 1 000 travailleurs meurent de fièvre, probablement de la malaria. Enfin, le percement de la tranchée dans l'escarpement du Niagara, réalisée avec des explosifs à base de poudre noire, cause de multiples accidents.
La première section du canal est ouverte en 1819, et le reste le 26 octobre 1825. Il est à cette époque long de 584 kilomètres, pour une largeur de 12 mètres et une profondeur de 1,20 mètre. 83 écluses, au gabarit de 27 mètres sur 4,50, permettent de compenser la différence d'altitude de 183 mètres entre le fleuve Hudson à Albany et le lac Érié. Le tonnage maximal des navires est de 75 tonnes. Le canal Érié permet de réduire de 90 % les coûts de transport entre la côte est et les zones de l'intérieur du continent, qui sont alors encore sauvages. Sa mise en service accélère la colonisation de l'État de New York, avec le développement des villes de Buffalo, Rochester, Syracuse, Rome, Utica et Schenectady. Le canal Érié contribue largement à l'expansion de la ville de New York, qui devient un port de premier plan, au détriment de Philadelphie, de Boston et de Baltimore. Il permet l'expansion des cultures le long de son parcours. Les journaux des villes qu'il dessert veulent recevoir les cotations et nouvelles des autres marchés, et créent dès 1846, la New-York State Associated Press, en réunissant les quotidiens existant les plus à l'ouest d'Utica. Ils obtiennent une ligne télégraphique achevée dès l'été 1846, avec une qualité de service meilleure que sur les autres lignes américaines. Un tiers des nouvelles reçues concerne les marchés financiers ou de marchandises.

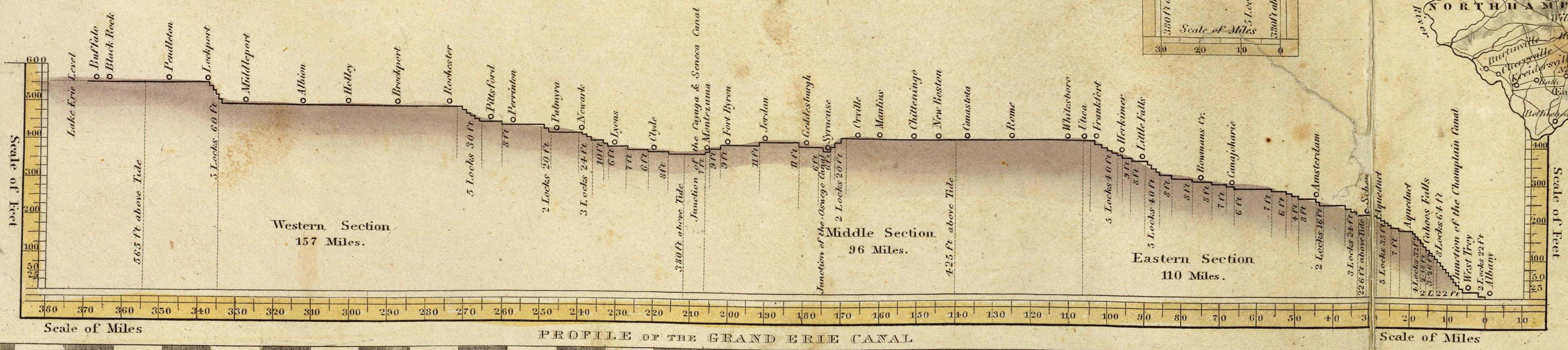
Profil du premier canal.

Le canal Érié est remplacé par le canal New York Barge, ouvert en 1918 aux embarcations de 1 800 tonnes. Le tracé de la nouvelle voie fluviale emprunte quelques portions du premier canal, mais exploite largement les rivières existantes, comme la Mohawk, la Seneca, la Clyde, ou encore le lac Oneida. Avec la concurrence accrue de la voie maritime du Saint-Laurent, du chemin de fer et du réseau autoroutier, le trafic fluvial a diminué considérablement dans la seconde moitié du XXe siècle.
Le canal New York Barge est officiellement rebaptisé canal Érié en 1990 et sert de nos jours à la navigation de plaisance. L'ouverture, un peu plus tard, du canal de l'Ohio permet le transport fluvial entre New York et le bassin du Mississippi.

## Un canal atypique
Le canal Érié est le seul canal où le partage du bief s’effectue non pas en altitude, mais plus bas (et à l’origine par deux fois) que sa cote terminale (Buffalo).
Après un bref canal éclusé en amont des chutes Niagara et un bief canalisé de quelque 44 km dans la rivière Tonawanda (en), le canal descend d’abord à Lockport, à l’origine par une quintuple échelle de 55 pieds de chute totale (+- 17 m) pour un long bief de quelque 100 km jusque Rochester. Après le confluent avec le Genesee Valley Canal (en) rive sud (aujourd’hui déclassé), sur une distance comparable, il descendait encore de 119 pieds (± 36 m) en 13 écluses. Après avoir reçu la rivière Seneca, l’exutoire des Finger Lakes, le canal montait de 16 pieds (± 3,6 m) en deux écluses, pour redescendre à nouveau de 6 (± 1,8 m), quittant ainsi le lit de la Seneca, pourtant un tributaire de la rivière Oswego canalisée jusqu’au lac Ontario. Ce raccourci était possible grâce à deux rigoles d’alimentation (Skaneateles et Camillus), le premier approvisionné par un lac.
Après être à nouveau descendu de 6 pieds, la liaison devenait un canal de bief de partage classique : en trois écluses, ascension jusqu’à la cote de 426 pieds (130 m), puis, après un long bief de quelque 80 km, la descente jusqu’au niveau de la mer à Troy (Albany) en 47 écluses (voir profil ci-dessus).
À partir des années 1900, le canal rectifié dans le vaste projet du New York State Barge Canal, reprend à un degré près le même schéma avec deux fois moins d’écluses (35 au lieu de 71).
Cette configuration tout à fait atypique s’explique de plusieurs façons :
- territoriale : après la réalisation des quatre premiers canaux aux États-Unis, diverses résolutions politiques[4] font la promotion des voies d’eau pour fins de colonisation et de commerce ;
- logistique : la chute de quelque 100 m entre les lacs Érié et Ontario n’a d’abord été contournée que par un portage de quelque 40 km. (Du côté britannique, le premier canal Welland était d’abord destiné aux meuniers et n’a reçu des écluses en bois qu’en 1829) ;
- historique : durant la guerre canado-américaine de 1812, « en raison des difficultés de communication terrestre, le contrôle des Grands Lacs et du couloir du fleuve Saint-Laurent était crucial. » Après le statu quo ante consacré par le traité de Gand, les deux belligérants ont chacun assuré leurs liaisons fluviales par un canal : le canal Érié n’est jamais à plus de 30 km du lac Ontario dans sa partie ouest, ni à plus de 40 à l’est ;
- technique : le Corps du génie des États-Unis ayant été mis à contribution durant le conflit, ils devenaient disponibles pour des travaux civils ;
- commerciale et industrielle : d’abord largement critiquée comme une « folie », la réalisation du gouverneur Dewitt Clinton s’est avérée un succès sans précédent : sur l’embranchement de Rochester, Kodak, l’une des marques de commerce mondialement les plus connues.  Succès tel qu’il a été élargi à peine 10 ans après son inauguration, puis rectifié.  En dépit de son gabarit moindre, le canal Érié connaît un tonnage beaucoup plus important que son concurrent, le canal Welland, jusqu’au quatrième exemplaire de ce dernier.

|              | Érié n° 1 | Érié n° 1 | Érié n° 1 |  | Érié n° 2 | Érié n° 2 |  | Érié n°3                     | Érié n°3 |
|              |           |           |           |  |           |           |  | (New-York State Barge Canal) |          |
| construit    | approuvé  | 1817      |           |  | 1836      |           |  | 1905                         |          |
| construit    | construit | 1817      |           |  | 1862      |           |  |                              |          |
| construit    | inauguré  | 1823      |           |  |           |           |  |                              |          |
|              | de        | Buffalo   |           |  | Buffalo   |           |  | Buffalo                      |          |
|              | à         |           | Troy      |  |           | Troy      |  |                              | Troy     |
| altitude     | max.      | 571 pi    | 174 m     |  | 571 pi    | 174 m     |  | 571 pi                       | 174 m    |
| altitude     | interm.   |           |           |  | 390 pi    | 119 m     |  | 372 pi                       | 113,5 m  |
| altitude     | min.      | 1.3 pi    | 0,40 m    |  | 1.3 pi    | 0,40 m    |  | 1.3 pi                       | 0,40 m   |
| chute        | totale    |           |           |  | 676 pi    | 206 m     |  | 625 pi                       | 190 m    |
| chute        | moyenne   |           |           |  | 8.1 pi    | 2,48 m    |  | 18 pi                        | 5,5 m    |
|              | longueur  | 363 mi    | 584 km    |  | 350 mi    | 560 km    |  | 310 mi                       | 499 km   |
| écluses      | nombre    | 83        | 83        |  | 71        | 71        |  | 35                           | 35       |
| écluses      | longueur  | 90 pi     | 27, 5m    |  | 110 pi    | 33,6 m    |  | 300 pi                       | 91,5 m   |
| écluses      | largeur   | 15 pi     | 4,58 m    |  | 18 pi     | 5,49 m    |  | 43.5 pi                      | 13,27 m  |
| écluses      | t. d’eau  | 4 pi      | 1,22 m    |  | 7 pi      | 2,14 m    |  | 13 pi                        | 3,97 m   |
| dist./écluse |           | 4.37 mi   | 7,04 km   |  | 4.9 mi    | 7.9 km    |  | 8.8 mi                       | 2,7 km   |
| tonnage      |           | 75        | 75        |  |           |           |  | 1 800                        | 1 800    |
| trapèze      |           | 40 pi     | 12,2 m    |  | 70 pi     | 21,3 m    |  | 120 pi                       | 34,6 m   |
| trapèze      |           | 28 pi     | 8,5 m     |  | 56 pi     | 17 m      |  | (94 pi)                      | (29 m)   |

Pas remis aux normes du Haut-Mississippi et de ses principaux tributaires, la voie d’eau a beaucoup perdu de son importance commerciale aujourd’hui et n’est plus en mesure de concurrencer les chemins de fer et, surtout, le transport routier très largement subventionné.